# Hendrik Cornelisz Vroom
Hendrik o Hendrick Cornelisz. Vroom, detto Lo Spagnolo (Haarlem, 1562  o 1563 – Haarlem, 4 febbraio 1640), è stato un pittore, incisore e disegnatore olandese del secolo d'oro.

## Biografia

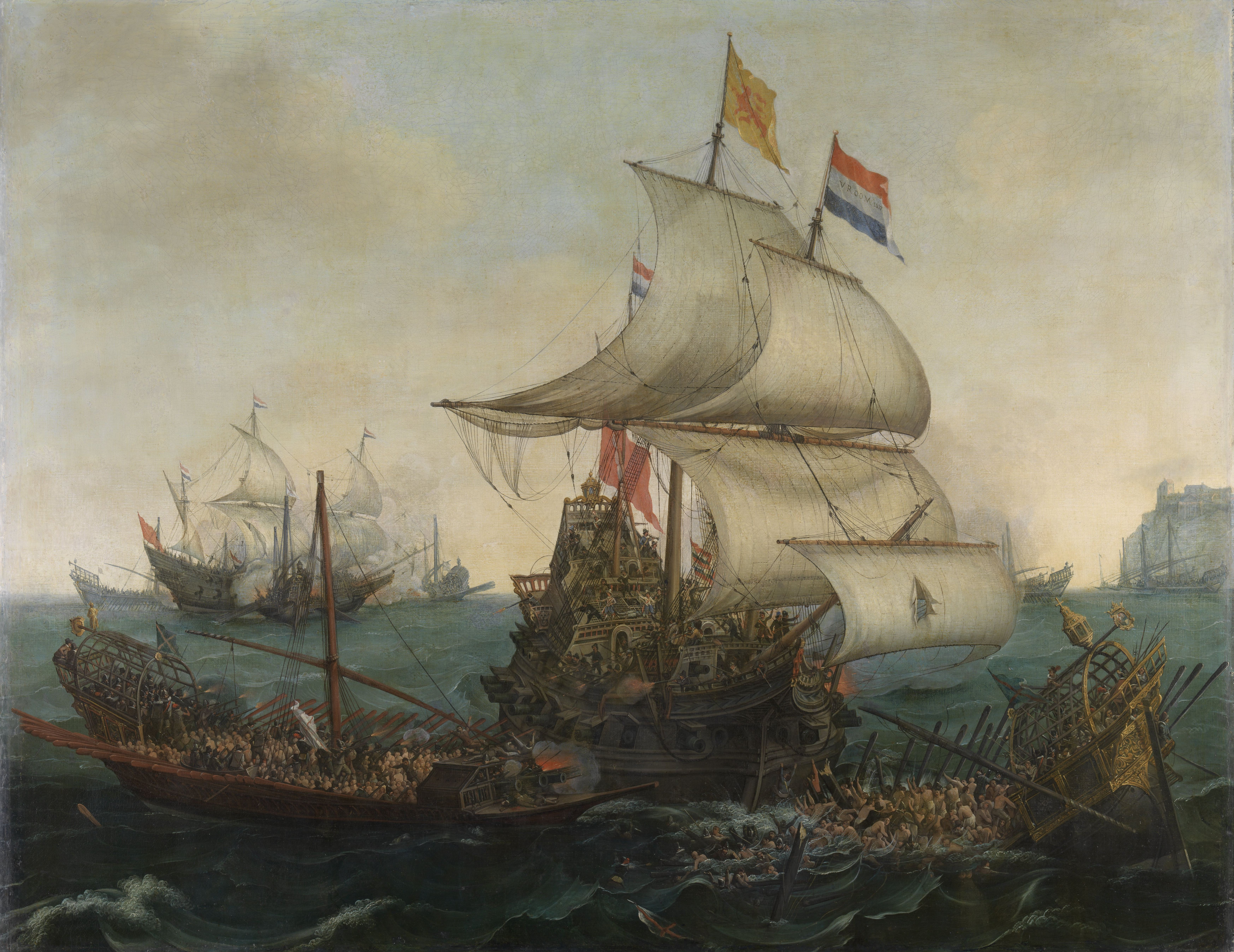
Navi olandesi speronano galee spagnole al largo della costa fiamminga nell'ottobre 1602 (1617)

La data di nascita di quest'artista non è conosciuta, ma da un atto notarile del 1º agosto 1608 risulta che all'epoca Vroom aveva circa 45 anni.
Era membro di una famiglia d'artisti: il padre Cornelis Vroom era scultore e vasaio, mentre i figli Cornelis, Frederik e Jacob erano pittori, come pure il nipote Jacob Vroom II.
Studiò inizialmente presso Cornelis Henriksen, divenendo ceramista, e successivamente presso Paul Brill. Nel 1585 iniziò a viaggiare attraverso i Paesi Bassi e le Fiandre e in seguito salpò per la Spagna dal porto di Rotterdam, raggiungendo Siviglia.
Tra il 1585 ed il 1590 arrivò in Italia, dove, passando per Livorno e Firenze, raggiunse Roma. Noto in questa città come Lo Spagnolo, provenendo appunto dalla Spagna, fu al servizio del cardinale Ferdinando de' Medici e conobbe Paul Brill, divenendone un allievo. Visitò in seguito Venezia, Milano, Genova e Torino, dove, secondo Karel van Mander, incontrò il pittore Jan Kraeck e poi Marsiglia, Aix-en-Provence, Vienne e Lione, dove giunse nel 1587 e rimase fino al 1589 presso il castello del signor Bottoin. Qui dipinse una serie di tele rappresentanti le guerre di Pisa, a cui parteciparono alcuni antenati del committente. Successivamente si recò a Parigi, Rouen e, nel 1589, fu di ritorno a Haarlem, dove sposò Josina Cornelissen. Nel 1591 visitò lo zio Frederik Hendriksz Vroom, architetto della città di Danzica, che lo istruì in teoria della prospettiva. In questa città dipinse una pala d'altare per i gesuiti. Il 18 dicembre 1591 ritornò a Haarlem. L'anno successivo si recò a Londra presso Lord Howard, come disegnatore d'arazzi. Fu di nuovo di ritorno a Haarlem nel 1592, rimanendovi fino alla morte. Nel 1616 divenne membro della Corporazione di San Luca di Anversa e dal 1622 riprese a lavorare a Haarlem.
Si dedicò principalmente alla rappresentazione di marine, ma anche di ritratti e paesaggi, in particolare vedute di città. Progettò anche disegni di marine per arazzi e vetrate colorate. Fu uno dei più vecchi specialisti di questo genere di pittura assieme a Aert Van Antum, Cornelis van Wieringen, Cornelis Verbeeck e Adam Willaerts, tanto da poter essere considerato il fondatore della pittura marina olandese. I suoi dipinti spesso rappresentano battaglie navali, con le navi olandesi del periodo o l'arrivo di qualche personaggio importante, hanno, perciò, un notevole valore documentario. Il mare è spesso riprodotto agitato con tonalità verde scuro, mentre le imbarcazioni, di color marrone scuro, sono rese in modo dettagliato, il tutto con uno stile che risente del clima manieristico del periodo, ma non dell'attività d'apprendistato presso Paul Brill. Vroom, inoltre, realizzò tra i primi dipinti di vedute di città (Veduta di Delft da sud-ovest e Veduta di Delft da nord-ovest): fino a quel momento infatti questo tipo di rappresentazione era realizzata come incisione o su mappe.
Si formarono alla sua scuola Aert Anthonisz, Nicolaes de Kemp, Jan Porcellis e i figli Cornelis e Frederik. Furono suoi seguaci Jacobus Coert, Simon de Vlieger e Adam Willaerts.

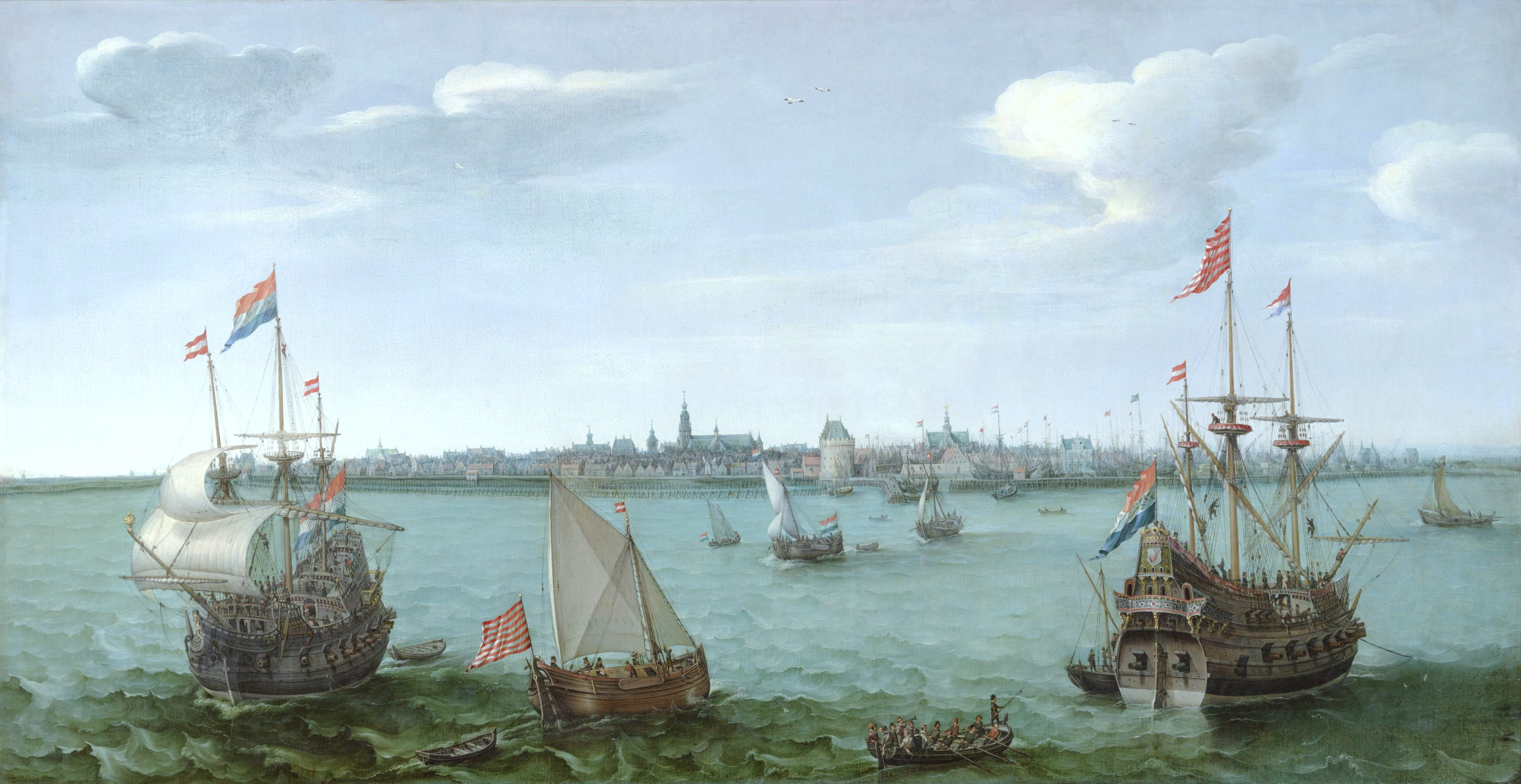
Veduta di Hoorn (1622)

## Opere
- Ritorno ad Amsterdam della seconda spedizione alle Indie orientali, olio su tela, 110 x 220 cm, 1599, Historisch Museum, Amsterdam[8]
- Arrivo di un tre alberi olandese al castello di Kronberg, olio su tela, 101,5 x 180,5 cm, firmato e datato in alto a sinistra VROOM 1614 , 1614, Gemäldegalerie, Berlino[9]
- Veduta di Delft da sud-ovest, olio su tela, 71 x 162 cm, firmato e datato in basso al centro, 1615, Gemeente Musea, Delft[10]
- Navi olandesi speronano galee spagnole al largo della costa fiamminga nell'ottobre 1602, olio su tela, 117,5 x 146 cm, 1617, Rijksmuseum, Amsterdam
- Battaglia di Haarlemmermeer, olio su tela, 190 × 268 cm, 1621 circa, Rijksmuseum, Amsterdam[11]
- Veduta di Hoorn, 1622, Westfries Museum, Hoorn
- Il porto di Amsterdam, olio su tela, 97 x 201 cm, 1630, Staatsgalerie, Schleissheim[12]
- L'arrivo a Vlissingen dell'Elettore palatino Federico V, olio su tela, 203 x 409 cm, 1632 circa, Frans Halsmuseum, Haarlem[13]
- La battaglia di Gibilterra, olio su tela, Rijksmuseum, Amsterdam[14]
- Veduta di Delft da nord-ovest, olio su tela, 71 x 162 cm, Gemeente Musea, Delft[15]